# Dead Trigger
Dead Trigger (litt. « Gâchette défectueuse ») est un jeu vidéo de tir à la première personne (FPS) de type survival horror développé et édité par Madfinger Games, sorti le 26 juin 2012 sur iOS et Android. Conçu avec le moteur Unity, il est exclusivement jouable en mode solo. À l'origine payant, le jeu est ensuite passé au modèle économique « free-to-play ». 
Sa suite, Dead Trigger 2, est sortie en 2013.

## Gameplay
Le jeu commence sur un écran de sélection où le joueur peut choisir parmi diverses missions disponibles ou accéder à plusieurs fonctionnalités telles que la boutique, le casino et l'arène. Des missions génériques et des missions d'histoire sont toujours disponibles, et le joueur peut également accomplir une mission bonus quotidienne pour gagner un peu d'or.
Dead Trigger utilise deux types de monnaie : l'argent liquide et l'or. L'argent est obtenu en accomplissant des missions, en démembrant des zombies, en collectant des mallettes d'argent cachées dans les niveaux et en réalisant des objectifs spécifiques (comme effectuer un certain nombre de tirs dans la tête). L'or peut être gagné via la mission bonus quotidienne, et une petite quantité est également attribuée à chaque montée de niveau. Cependant, les moyens les plus simples pour en obtenir sont les microtransactions et la publicité : le joueur peut en acheter avec de l'argent réel ou en gagner en téléchargeant d'autres jeux proposés par les développeurs directement dans Dead Trigger.
Les deux monnaies peuvent être utilisées pour acheter des armes, de l'équipement et des améliorations de personnage. Les armes sont principalement basées sur des modèles réels tels que le Colt M1911A1 et l'AK-47. Dead Trigger propose une large gamme d'armes, y compris des pistolets, des fusils, des fusils de chasse, des mitrailleuses et des armes de mêlée. Les articles disponibles incluent des kits médicaux et des tourelles de sentinelle, tandis que les améliorations de personnage offrent des emplacements d'objets supplémentaires et des augmentations de santé.
Le système de progression permet aux joueurs de gagner des points d'expérience et de monter en niveau, débloquant ainsi de nouvelles armes et objets dans la boutique.
Les missions se répartissent en plusieurs types principaux, comme la défense de portes ou l'élimination d'un certain nombre de zombies. Il existe un nombre relativement limité de cartes, fréquemment réutilisées dans les missions narratives et aléatoires. Un autre mode de jeu, l'Arène, propose un défi de survie où le joueur doit affronter des vagues successives de zombies et survivre le plus longtemps possible.

## Scénario
Le jeu se déroule dans un monde ravagé par un virus d'origine inconnue qui a tué des milliards de personnes et transformé beaucoup d'autres en créatures sanguinaires (plus spécifiquement en zombies). Les survivants luttent désespérément pour leur existence. Kyle, le protagoniste, rencontre un groupe de survivants dirigé par Julian Lassagne, qui a fondé une colonie appelée New Hope. Il les rejoint et les aide à survivre.
Le groupe découvre un bunker souterrain géré par le gouvernement et commence à l'explorer, étage par étage. Ils finissent par découvrir que la pandémie a été orchestrée par un groupe de personnes riches. L'histoire se conclut avec Julian et Kyle décidant de traquer ces responsables pour obtenir justice. 

## Sortie
Pendant un certain temps, le jeu était gratuit sur iOS, puis est devenu payant sur Android. Par la suite, les développeurs ont choisi de passer au modèle économique free-to-play (accès gratuit), avec des achats intégrés (micropaiements), en raison d'un niveau de piratage « incroyablement élevé ».

## Accueil
Metacritic a accordé au jeu une note moyenne de 70 sur 100, basée sur 15 avis. CNET lui a attribué une note de 8,7 sur 10, saluant de nombreux aspects du gameplay tout en critiquant la durée nécessaire pour collecter de l'or sans avoir recours aux achats intégrés (microtransactions). De son côté, Modojo a donné au jeu une note de 4,5 sur 5, en faisant l'éloge des graphismes et du gameplay, tout en notant un manque de variété au fur et à mesure de la progression dans le jeu. Par ailleurs, en octobre 2013, Dead Trigger avait dépassé les 30 millions de téléchargements sur toutes les plateformes.
- Gamezebo : 3/5[5]
- Jeuxvideo.com : 14/20[6]
- Pocket Gamer : 7/10[7]
- TouchArcade : 2/5[8]

## Suite
Lors de la conférence de presse de Nvidia au CES 2013, le développement de Dead Trigger 2 a été annoncé, avec une première démonstration technologique du jeu mettant en avant les capacités du futur système mobile sur puce Tegra 4 de Nvidia. Une brève vidéo de gameplay, mettant en scène le boss du jeu, a été présentée lors de cet événement.
Sorti officiellement le 23 octobre 2013 sur les plateformes iOS et Android, Dead Trigger 2 a depuis enregistré plus de 100 millions de téléchargements et a été accueilli favorablement par les critiques.

## Adaptation cinématographique
En 2015, le scénariste et réalisateur Mike Cuff a acquis les droits cinématographiques de Dead Trigger et a commencé à tourner une adaptation en prise de vues réelles avec Dolph Lundgren et Isaiah Washington au Mexique en mai 2016. Cependant, deux jours après le début du tournage, Cuff a quitté la production. Scott Windhauser, qui avait réécrit le scénario avec Dolph Lundgren, a alors pris en charge la réalisation du film. Madfinger Games a retiré son soutien au projet en raison de modifications importantes apportées au scénario initialement approuvé. Dès lors, Cuff et Madfinger n'ont plus été impliqués dans le film. Dead Trigger (en) sort aux États-Unis en salles et en VOD via Saban Films/Lionsgate le 3 mai 2019, puis en DVD et Blu-ray par Lionsgate Home Entertainment en juillet 2019.